# هيرماين بارون
هيرماين بارون (بالإنجليزية: Hermine Baron)‏ هي لاعبة الجسر ‏ أمريكية، ولدت في 1 نوفمبر 1912 في أوماها في الولايات المتحدة، وتوفيت في 27 سبتمبر 1996 في ويست هوليوود في الولايات المتحدة.